# 太洋社 (出版取次)
株式会社太洋社（たいようしゃ、英: TAIYOSHA CO.LTD） は、かつて存在した出版物専門商社（出版取次）。東京都千代田区に本社を置いていた。

## 概要
書籍・雑誌・教科書・ステーショナリーなどの取次販売を手がけており、中でも「コミックの太洋社」と称されるように漫画関連に強みをもっていた。ピーク時の2005年6月期に年売上高約486億6721万円を計上しており、取引店舗数は1200店にまで拡大していたが、バブル崩壊以降の出版不況の影響や、取次業者との競争が激化した影響で取次業者を変更した書店も相次ぎ、ネット通販・電子書籍の普及を受けて得意先の中小書店への売上が落ち込み、取扱出版物も次第に減少、業績が低迷し赤字が散発するようになっていた。2015年6月期には171億円とピーク時の3分の1程度にまで売上高が減少。
S企画（旧：芳林堂書店）に対する売掛金12億円の内3億円相当は在庫品の換金処分で回収し、約1億円に関しては担保物件の処分で回収したものの、残り8億円に関して破産の為回収のめどが立たず資金計画に齟齬を来した模様。
営業継続する書店の96.5％の仕入れ先変更に関して目途がついたため、これ以上出来る方法が無いとして3月1日付で各出版社に納品停止を要請し、3月15日自己破産を申請した。しかし帳合い変更に伴う売掛金約2億円の回収のめどが立っていない。
太洋社とその主要取引先の芳林堂書店は、もたれ合いの関係を続けた結果、太洋社が回収できない債権が生まれた。このため、帳合変更は難しく、芳林堂書店は事業継続が難しくなった。リスク分散の無いシェア拡大の失敗例と言える。

## 自主廃業による影響
自主廃業の通知に伴い、以下のように複数の書店が廃業・破産に追い込まれている。鈴木書店（後のJRC）や栗田出版販売など、過去の取次業者の倒産時にはこのような事象は発生しておらず、その特異性が話題となっている。中小の書店では他の取次業者との新規取引開始の交渉がまとまらず（大手取次業者は一定の規模がある書店しか取引しない）、廃業に至った書店もある他、日本雑誌販売と取引を開始した書店も、同社が2019年6月に事後処理を弁護士に一任したことから、再度他の取次業者との新規取引開始の交渉に迫られている。
- 連鎖倒産した企業
  - S企画（旧：芳林堂書店、東京都豊島区） - 有利子負債が増加した他に、書店事業の売上低下で資金繰りが悪化し、2016年1月に太洋社から取引停止を通告される。太洋社の自主廃業の通知後に会社名を芳林堂書店からS企画に変更。2016年2月23日に店舗事業を書泉へ譲渡する契約を締結し、譲渡された店舗は（新）芳林堂書店として営業を継続し、外商部も2016年2月26日に書泉が「株式会社芳林堂書店外商部」を設立して独立。S企画は2016年2月26日に東京地方裁判所から破産手続開始決定を受け[12][13][14]、2017年4月に法人格消滅[15]。
  - 興文堂書店・高知出版販売（高知県高知市） - 2016年3月17日に高知地方裁判所へ破産を申請し[16]、同年4月21日に破産手続開始決定[17]。
- 書籍の店頭販売から撤退した書店
  - 友朋堂書店（茨城県つくば市） - 外商は継続。
  - ひょうたん書店（鹿児島県鹿児島市） - 通販は継続[18]。
  - ブックス書泉（熊本県熊本市） - 外商並びに配達は継続。
  - アミ書店（福岡県北九州市） - 外商並びに配達は継続。
  - 中野昭文堂（徳島県阿波市） - 文具販売は継続。
  - マキノ書店四街道店（千葉県四街道市） - 不動産業へ転換。
- 廃業した書店
  - ブックランドあいむ（愛知県豊橋市）
  - 愛書堂書店（埼玉県さいたま市）
  - 精文館書店（富山県富山市）
  - Books読書人（長崎県長崎市）
  - 八重洲書店江津店（熊本県熊本市）[9]
  - 橋本書店（徳島県徳島市）
  - 青木書店（徳島県牟岐町）
  - 竹島書店戸ヶ崎店（埼玉県三郷市）

## 沿革
- 1946年3月 - 創業[2]
- 1953年8月 - 法人改組
- 2016年2月5日 - 取引先に対して自主廃業を通知[19]。
- 2016年3月15日 - 自主廃業を断念、東京地方裁判所に破産を申請し、即日開始決定を受ける[1]。
- 2017年12月22日 - 法人格消滅[20]。

## 決算
- 新文化通信社 ニュース特集「決算」 太洋社 による。

| 決算期（期間）                         | 売上高        | 営業利益     | 経常利益     | 当期純利益   |
| -------------------------------------- | ------------- | ------------ | ------------ | ------------ |
| 第62期（2014年7月1日 – 2015年6月30日） | 171億2100万円 | ▲7億1500万円 | ▲7億0900万円 | ▲8億2300万円 |
| 第61期（2013年7月1日 – 2014年6月30日） | 245億0600万円 | ▲1億7500万円 | ▲7300万円    | 1億5200万円  |
| 第60期（2012年7月1日 – 2013年6月30日） | 252億5000万円 | ▲2億0900万円 | ▲2億9600万円 | ▲2億7900万円 |
| 第59期（2011年7月1日 - 2012年6月30日） | 353億6070万円 | ▲1億4300万円 | ▲3億1880万円 | ▲5億4180万円 |
| 第58期（2010年7月1日 - 2011年6月30日） | 389億2300万円 | ▲1億1200万円 | ▲2億9900万円 | ▲1億8400万円 |
| 第57期（2009年7月1日 - 2010年6月30日） | 400億3434万円 | 66万円       | ▲1億3806万円 | 5億2595万円  |
| 第56期（2008年7月1日 - 2009年6月30日） | 418億8700万円 | 1億0670万円  | 949万円      | 5900万円     |
| 第55期（2007年7月1日 - 2008年6月30日） | 442億4400万円 | ▲5500万円    | ▲1億2200万円 | ▲8000万円    |
| 第54期（2006年7月1日 - 2007年6月30日） | 475億1230万円 | ▲1520万円    | ▲1億5350万円 | ▲6億0160万円 |
| 第53期（2005年7月1日 - 2006年6月30日） | 482億7400万円 | 7700万円     | ▲7900万円    | ▲4500万円    |
| 第52期（2004年7月1日 – 2005年6月30日） | 486億6700万円 | ▲4648万円    | ▲1億2183万円 | ▲7800万円    |
| 第51期（2003年7月1日 - 2004年6月30日） | 468億3898万円 | ▲1億0049万円 | ▲1億5438万円 | 6231万円     |
| 第50期（2002年7月1日 - 2003年6月30日） | 451億6600万円 | 1億1400万円  | 7060万円     | 2700万円     |